# Història del càlcul mecanitzat
La història del càlcul mecanitzat comença amb els homes primitius que feien servir els dits de les mans i peus per ajudar-se a contar. Les escriptures a les parets de les coves eren la continuació d'aquest començament. Quan semblava que era massa pesat "transportar a totes bandes la paret de la cova" per a mostrar quants ossos de dinosaure s'havien aconseguit o quants dragons s'havien matat, els primers habitants de les cavernes van començar a fer servir palets per representar els elements que volien enumerar.

## Època primitiva

### Els romans
Els romans van voler ser capaços de representar el nombre d'elements negociats en una transacció financera i van començar a fer servir una targeta que era una placa de fusta acanalada pel centre cap a baix. La taula estava separada pel centre quan es finalitzava la transacció: un romà agafava una peça i un altre n'agafava una altra. Els romans també movien negocis i registraven els números en tauletes de fusta.
Els xinesos no havien inventat l'àbac en aquella època, com normalment es pensa, sinó que usaven Suan Pan, que era una tauleta de contes molt semblant a la targeta romana.

### Els Egipcis
En realitat van ser els egipcis i els hindús els qui primer van desenvolupar l'àbac quasi simultàniament al segle X a.C.
Els egipcis eren coneguts per l'ús de solcs a la sorra per a registrar i representar els números. Per exemple, podien fer tres ratlles a la sorra i després omplir-les de còdols, un per cada element representat.
Quan volien augmentar aquesta mostra afegien pedres columna a columna, començant per una columna a la dreta, transportant-les quan era necessari. En realitat tenien els rudiments d'un bon sistema, encara que era difícilment transportable. Quan els egipcis van posar els seus còdols i solcs dintre d'una caixa es va fer el primer àbac.

### Els xinesos
Els xinesos no van perfeccionar l'àbac, tal com el coneixem avui en dia, fins fa aproximadament dos mil anys més tard, al segle xii a.C. Es podria dir a l'àbac invent bipenta, perquè es recolza en dos grups (bi) de cinc (penta).
L'àbac és encara avui en ús i és molt fàcil de fer servir. Actualment es realitzen grans competicions entre usuaris de l'àbac i usuaris de les calculadores més modernes en les quals els àbacs normalment puntuen molt alt.
Pel que fa a la història del càlcul mecanitzat, el desenvolupament s'ha produït al mateix temps en dues línies: una cap a la creació de enginys mecànics i l'altra cap a la formulació d'esquemes de números més sofisticats que els sòlcs i els còdols.

## Sistemes Numèrics
Al principi, la gent descrivia una quantitat de tal manera que el nombre i l'article eren de la mateixa importància. Per exemple, quatre pomes es distingien tant perquè eren pomes com perquè n'eren quatre. Tals nombres concrets van evolucionar gradualment conforme les persones van ser capaces de pensar amb idees abstractes i desenvoluparen sistemes numèrics abstractes. Els primers sistemes diferien enormement del nostre sistema numèric d'avui en la forma, l'estil i també en la base. Els sistemes numèrics desenvolupats en diferents llocs es diferenciaven uns dels altres perquè estaven influenciats per la cultura de la societat a la que el sistema desenvolupat servia.
Es van desenvolupar dos tipus bàsics de sistemes numèrics: El sistema de targetes, en el qual el mateix símbol era usat molts cops i el sistema codi en el que nombres diferents tenien símbols diferents.
| Poble        | Base numèrica | Comentari                                              |
| Xinès        | 2             | Primer sistema conegut en base dos, més tard oblidat   |
| Mesopotàmic  | 3             | Un dels pocs sistemes ternaris coneguts                |
| Egipci       | 5             | Basat en la mà, un símbol sagrat de l'Orient Mitjà     |
| Indi americà | 20            | Probablement basat en els dits dels peus i de les mans |
| Babiloni     | 60            | Base numèrica mes llarga coneguda                      |

Eventualment, un tercer tipus de sistema numèric desenvolupat estava basat en el valor de la posició.
| Nombre | Tarja | Codi |
| 1      | I     | A    |
| 2      | II    | B    |
| 3      | III   | C    |

### Xinès (sistema de codi)
| 1    | 一   |
| 2    | 二   |
| 3    | 彡   |
| 4    | 儿   |
| 5    | 五   |
| 20   | 二十 |
| 30   | 彡十 |
| 40   | 儿十 |
| 400  | 儿百 |
| 4000 | 儿干 |

El sistema numèric xinès tenia originalment el dos com a base. Va desaparèixer fa molt de temps. La taula mostra exemples de símbols xinesos utilitzats avui dia.

### Romà (sistema de targetes)
| I    | 1   |
| II   | 2   |
| III  | 3   |
| IIII | 4   |
| V    | 5   |
| C    | 100 |

Estem familiaritzats amb els números romans. El símbol original per al 4 era el IIII però més tard va passar a ser IV. Els símbols van ser elegits per la seva relació amb el món d'aquell temps. Els símbols I, II, III, IIII s'assemblen molt als senyals de la mà. La C del 100 potser va sorgir de la paraula llatina centum que significa cent. L'esquema de numeració romana era principalment una tècnica de registre, no útil per al càlcul, perquè no hi havia manera de representar el zero, aquesta va haver d'arribar més tard.

### Egipci (sistema de codi)
| 1         | I  |
| --------- | -- |
| 2         | II |
| 10        |    |
| 100       |    |
| 1.000     |    |
| 10.000    |    |
| 100.000   |    |
| 1.000.000 |    |

Els egipcis escrivien en rotlles de papir. El més antic amb nombres conegut és l'anomenat papir Rhind. També se li diu papir d'Ahmes per l'escriba Ahmes. El papir data del any 1.600 a.C. La figura mostra els símbols emprats pels antics egipcis.
Aquests símbols, a més, tenen significat cultural: la vara de blat per als nombres de l'1 al 9; el taló d'un peu, que pot associar-se amb la idea dels deu dits del peu per al número 10; la corda de cañamo enrotllada per al 100; les flors; el dit apuntant i, finalment, un home en postura de admiració. No estaria vostè admirat si tingués 1.000.000 d' elements?

### Babilònic (sistema de targetes)
La base del sistema babilònic, 60, és la més gran coneguda per l'home. Per estrany que pugui semblar encara avui fem servir la base 60 per a molts dels nostres càlculs. Els sistemes babilònics nomes usen els símbols ▲ i ▲.
Com s'expressen els números més grans de 59? Ells van ser els primers en fer servir el concepte de “valor de la posició”
Per expressar el número 133 al sistema babilónic s'estableix: ▼▼t▼▼▼
On ▼▼= 120, 3= 10, ▼▼▼ = 3
Tenien un problema ¿com podien distingir entre 3.201 i el 61? El problema va ser solucionat finalment fent servir un “.” Per expressar el número 62 al sistema babilònic s'estableix: ▼▼▼
On ▼ = 60 i ▼▼ = 2
Per expressar el nombre 3.602 en el sistema babilònic s'estableix que:
▼●▼▼
on ▼ = 3.200
● = ningun grup de 60
▼▼ = 2
Tenien quasi el concepte de zero però no totalment. Mai van usar el punt en la posició de les unitats.

### Maia (sistema de targetes)

Sistema de codi Maya

Els mayes sabien que un bon sistema numèric necessita un zero. Els maies vivien a l'hemisferi oest en una època molt anterior a qualsevol viatge transatlàntic. És dubtós que influenciessin o fossin influenciats per ningun dels altres pobles. Ells efectivament usaven el símbol “.” 
Fent servir el símbol número 20, movien el punt a noves posicions per obtenir l'efecte de valor de la posició. El nombre de punts indicava el nombre de vints per a aquell valor.

### Grec (sistema de codi)
Els grecs van fer servir un sistema de codi de 27 símbols del que van crear 999 combinacions. Un sistema de codi no té valor de la posició.
Dels sistemes de codi, com el grec i l'hebreu, es des don principalment s'han desenvolupat les supersticions prop dels números (podríem anomenar-los "numersticions") per escriure cert nombre, combinen les xifres de tal manera que la seva suma representativa és el número desitjat. Fent això es pot formar ocasionalment una paraula. De vegades poden associar-se poders o significats místics a un número. Per exemple, la paraula CHAI vol dir vida, així que per als hereus el número 18 és com un símbol de vida.
| A | 1  | Ι | 10 | P  | 100 |
| B | 2  | Κ | 20 | Σ  | 200 |
| Γ | 3  | Λ | 30 | Τ  | 300 |
| Δ | 4  | Μ | 40 | Υ  | 400 |
| Ε | 5  | Ν | 50 | Φ  | 500 |
| F | 6  | Ξ | 60 | X  | 600 |
| Ζ | 7  | Ο | 70 | Ψ  | 700 |
| Η | 8  | Π | 80 | Ω  | 800 |
| Θ | 9  | Ρ | 90 | ク | 900 |
| Ι | 10 |   |    |    |     |

### Hindú (sistema de valor de la posició)

Sistema numèric hindú

Els símbols que utilitzem avui ens venen dels hindús. Els moros, que coneixien el món aràbic i hindú, van introduir el sistema numèric en les seves grans universalitats. En els últims anys del segle 10, Gerbert d'Aurillac (de qui més tard serà conegut com el Papa silvestre II) desitjava fortament estudiar a les grans universitats àrabs de cordovà i Sevilla. Però allí no es permetia estudiar a ningun cristià. Gerbert va declarar que no desitjava pertànyer al cristianisme, per la qual cosa se li va permetre entrar. Va viure entre els àrabs, va estudiar i es va graduar a la universitat i posteriorment va retornar al món cristià aportant així el sistema numèric àrab. El número hindú per al dos és " =". Si s'escriu una i un altre cop descuidadament començarà a parèixer al número 2. Així mateix el signe hindú "≡" és un 3. El mètode era un sistema de codi que tenia incorporats el concepte valor de la posició i la idea del zero. L'avantatja d'un sistema numèric que contenia el concepte de valor de la posició és que proporciona un mètode fàcil para anotar la magnitud de un número donat. Per exemple, el número romà per al 8, VIII, sembla més gran que el número romà per al 10, X, si només mirem el sistema indo-aràbic, que fa servir el sistema del valor de la posició. El número 8 és més petit, ja que té menys dígits que el 10.

### Sistema numèric binari (sistema de valor de la posició)
Aproximadament de l'any 1000 dC fins als últims anys del segle xix no van haver nous progressos als sistemes de numeració. Totes les calculadores mecàniques emprades duran aquell període de tems usaven la versió moderna del sistema numèric aràbic. Va ser en la dècada de 1880-90 quan una dama anglesa anomenada Lady Lovelace va crear el sistema de numeració binari. El sistema es basa en dos símbols: el zero i l'u. Com en el nostre sistema decimal, el valor de la posició és la clau del sistema binari.
Per expressar la quantitat 0 al sistema binari s'escriu 0₂. Per expressar la quantitat 1 s'escriu 1₂. Com es representa un valor mes gran que 1?, ja que no hi ha més símbols disponibles es fa necessari usar un dels símbols en una nova posició en la qual el símbol representarà un valor mes gran. Per aquesta raó per a representar la quantitat 2 es poda 10₂, és a dir, un grup de dos i ningun grup de un. Igualment la quantitat de 3 se representa com 112. Per representar la quantitat de 4 necessitarem usar un altre cop la teoria ixi que 100 ₂es un grup de quatre, ningun grup de dos i ningun grup de un.
10111₂ en sistema binari significa
1 grup de un = 1
1 grup de dos = 2
1 grup de quatre = 4
0 grups de vuit = 0
1 grup de setze= 16
23 en base 10.
Fins al moment en què van aparèixer els vertaders ordenadors electrònics no era necessari ningun altre sistema numèric que el decimal. El sistema numèric binari és molt “natural” per a l'ordenador electrònic. Un impuls elèctric (_︹_)podria simbolitzar-se amb un 1 i la absència d'un impuls (__) en un zero. Així(_︹___︹__︹) significaria 1011₂ en codi binari.